# Канонічна форма
Канонічна форма — така форма, що однозначно репрезентує об'єкт. Її часто плутають зі схожим поняттям нормальна форма.

## Формальне визначення
Нехай ми маємо множину, на якій визначене відношення еквівалентності. Воно розбиває множину на класи еквівалентності. Можна вибрати один елемент з кожного класу еквівалентності, та назвати його канонічною формою. Тепер цей елемент однозначно ідентифікує свій клас розбиття. Алгоритм отримання канонічної форми з довільного елементу класу еквівалентності називають канонізацією. Канонізація еквівалентна визначенню класу еквівалентності.

## Приклади
- Канонічна форма (булева логіка)
- Канонічні форми молекул

### Лінійна алгебра
Кожне лінійне відображення задає певний клас матриць, які репрезентують його в різних базисах.
Ці матриці зв'язані певним відношенням еквівалентності, що здійснює розклад матриці у якому присутня діагональна матриця.
Закон інерції Сильвестра стверджує, що кожна квадратична форма належить до деякого класу еквівалентності, репрезентує який канонічна форма у якій присутні тільки квадрати змінних.

### Програмування
В програмуванні зведення даних до якогось виду канонічної форми називається «нормалізацією даних» (англ. data normalization).
Наприклад, нормалізація бази даних це процес організації полів і таблиць реляційної бази даних для мінімізації надлишковості.

## Зноски
1. ↑  https://www.bmc.com/blogs/data-normalization/
2. ↑  Description of the database normalization basics. support.microsoft.com. Процитовано 20 листопада 2019.